# Saint-André-de-Restigouche
Pour les articles homonymes, voir Saint-André.
Saint-André-de-Restigouche est une municipalité dans la municipalité régionale de comté d'Avignon au Québec (Canada), située dans la région administrative de la Gaspésie–Îles-de-la-Madeleine.

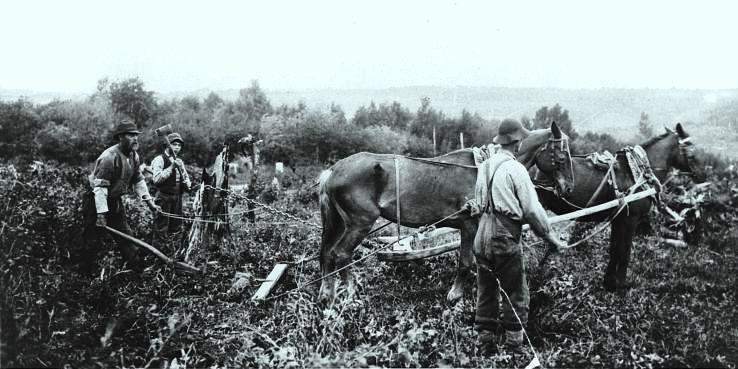
Chevaux tirant des souches d'arbres à Saint-André vers 1870

## Toponymie
Son nom rappelle André-Albert Blais (1842-1919), évêque de Rimouski de 1891 à 1919.

## Géographie
La municipalité est délimitée à l'ouest par la rivière Matapédia. La confluence de la rivière Assemetquagan avec la rivière Matapédia est situé à l'extrémité nord-ouest de la municipalité.

### Hameaux
En plus du hameau de Saint-André-de-Restigouche à proprement parler, la municipalité est composée de deux autres hameaux :
- Millstream
- Saint-Victor-de-Bonaventure

## Démographie
| 1996 | 2001 | 2006 | 2011 | 2016 | 2021 |
| ---- | ---- | ---- | ---- | ---- | ---- |
| 220  | 218  | 192  | 157  | 161  | 154  |

## Administration
Les élections municipales se font en bloc pour le maire et les six conseillers.
| Saint-André-de-Restigouche Maires depuis 2001                                                                        |                 |         |          |
| Élection | Maire           | Qualité | Résultat |
| 2001 | Isidore Charest |         | Voir     |
| 2005 | Doris Deschênes |         | Voir     |
| 2009 | Doris Deschênes | Voir    |          |
| 2013 | Doris Deschênes | Voir    |          |
| 2017 | Doris Deschênes | Voir    |          |
| 2021 | Doris Deschênes | Voir    |          |
| Élection partielle en italique Depuis 2005, les élections sont simultanées dans toutes les municipalités québécoises |                 |         |          |

## Galerie

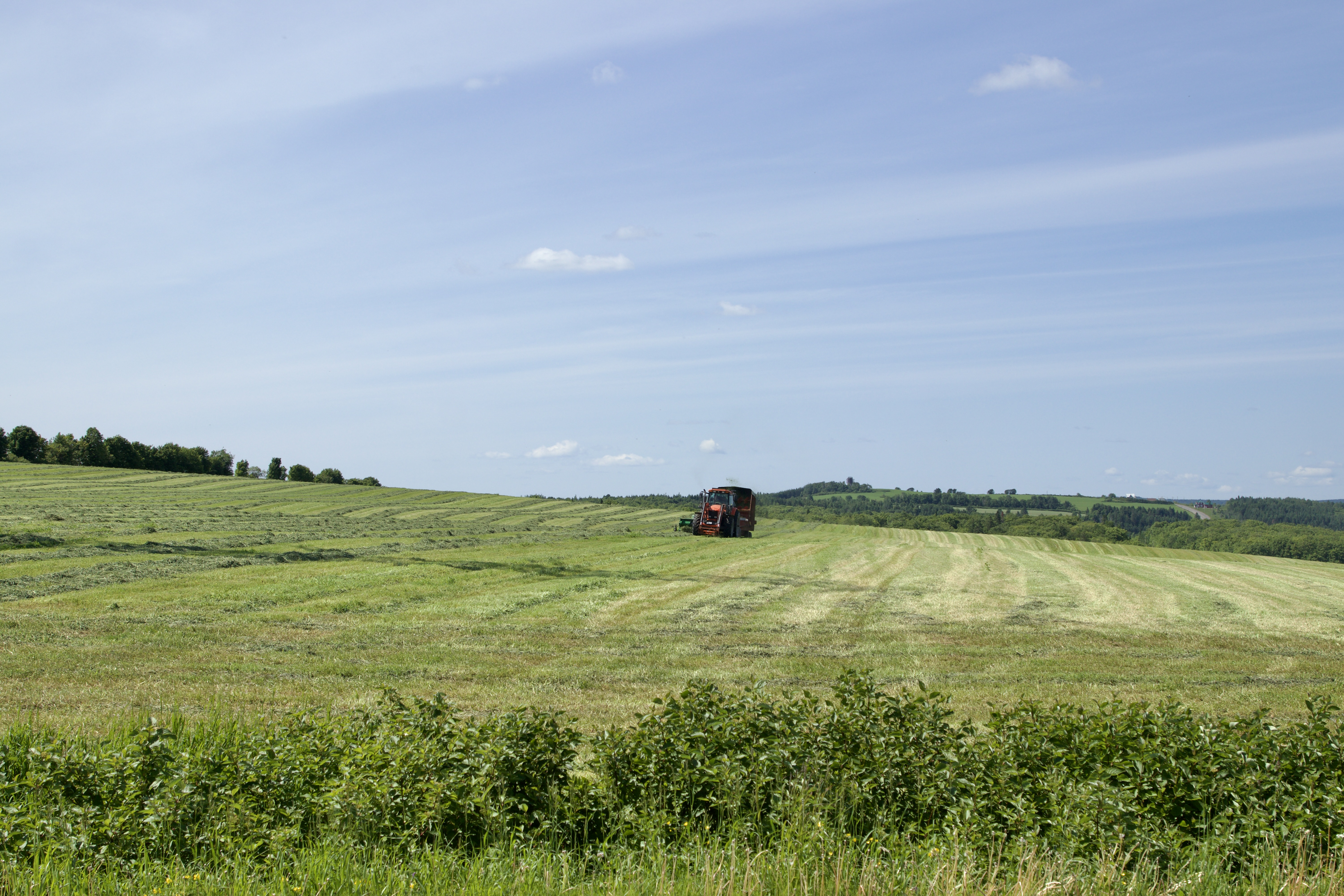
Champ ouvert à Saint-André-de-Restigouche
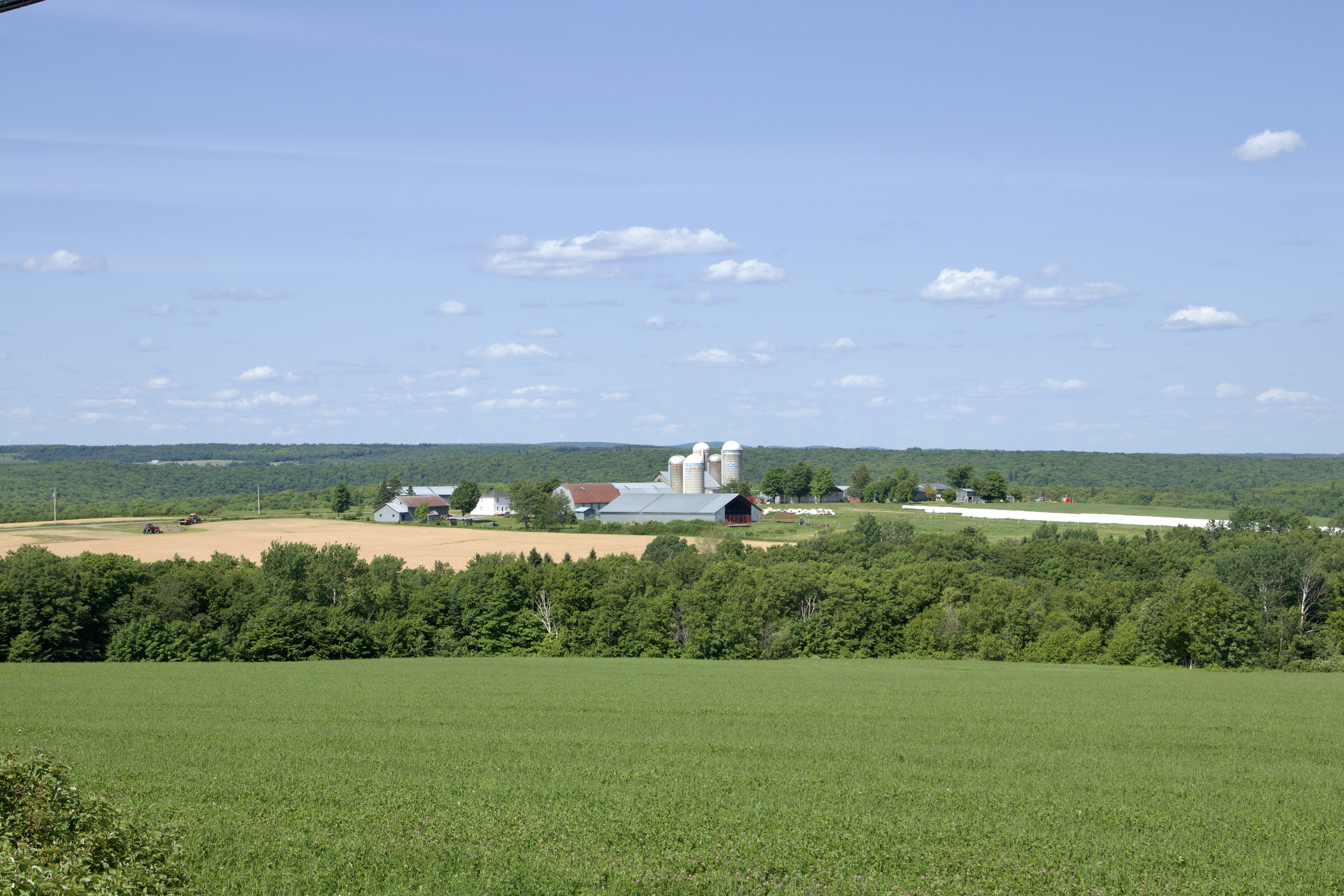
Paysage rural
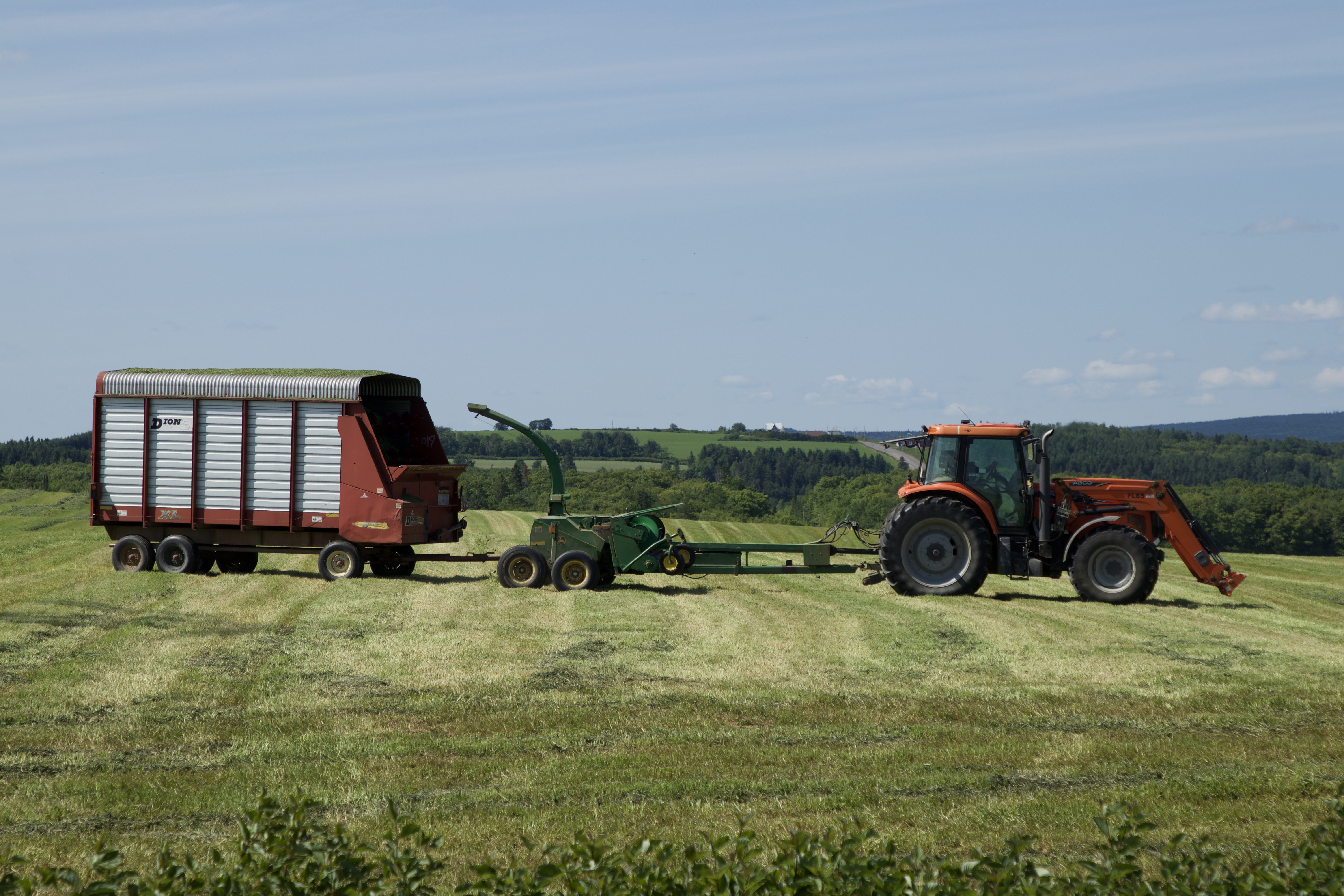
Tracteur près d’un champ